# Spanische Badminton-Mannschaftsmeisterschaft 2014/15
Die Spanische Badminton-Mannschaftsmeisterschaft 2014/15 war die 29. Auflage der Teamtitelkämpfe in Spanien. Sie startete am 15. September 2014 und endete am 14. März 2015. Meister wurde CB Oviedo.

## Teilnehmende Mannschaften
| Team                    | Ort               | Spielstätte                                               |
| ----------------------- | ----------------- | --------------------------------------------------------- |
| CB IES La Orden         | Huelva            | Polideportivo Andrés Estrada y Polideportivo Diego Lobato |
| CB Rinconada            | La Rinconada      | Pabellón Fernando Martín                                  |
| CB Oviedo               | Oviedo            | Polideportivo Corredoria Arena                            |
| CB Pitiús               | Ibiza             | Polideportivo Insular Blancadona                          |
| CB Benalmádena          | Benalmádena       | Polideportivo Arroyo de la Miel                           |
| CB Tecnun               | San Sebastián     | Polideportivo de la Escuela de Ingenieros                 |
| AE Granollers           | Granollers        | Pavelló Municipal del Congost                             |
| CB Alicante             | Alicante          | Pabellón Pedro Ferrándiz                                  |
| CB As Neves             | Las Nieves        | Polideportivo Municipal de Las Nieves                     |
| CB Xátiva               | Xàtiva            | Polideportivo Municipal de Játiva                         |
| CB Paracuellos Torrejón | Torrejón de Ardoz | Polideportivo Jorge Garbajosa                             |
| CB A Estrada            | Pontevedra        | Centro de Tecnificación de Pontevedra                     |

## Vorrunde

### Gruppe A
| N. | Team            | Punkte | Spiele | Siege | Remis | Niederlagen | Spielverh. | Sätze  | Spielpunkte |
| -- | --------------- | ------ | ------ | ----- | ----- | ----------- | ---------- | ------ | ----------- |
| 1  | CB Oviedo       | 27     | 10     | 9     | 0     | 1           | 56-14      | 118-38 | 3090-2393   |
| 2  | CB IES La Orden | 24     | 10     | 8     | 0     | 2           | 48-22      | 100-58 | 2868-2542   |
| 3  | CB Tecnun       | 21     | 10     | 7     | 0     | 3           | 47-23      | 102-57 | 3014-2612   |
| 4  | CB Granollers   | 12     | 10     | 4     | 0     | 6           | 32-38      | 74-89  | 2783-2950   |
| 5  | CB As Neves     | 3      | 10     | 1     | 0     | 9           | 18-52      | 52-113 | 2711-3177   |
| 6  | CB Xátiva       | 3      | 10     | 1     | 0     | 9           | 9-61       | 34-125 | 2412-3204   |

### Gruppe B
| N. | Team                    | Punkte | Spiele | Siege | Remis | Niederlagen | Spielverh. | Sätze  | Spielpunkte |
| -- | ----------------------- | ------ | ------ | ----- | ----- | ----------- | ---------- | ------ | ----------- |
| 1  | CB Rinconada            | 30     | 10     | 10    | 0     | 0           | 54-16      | 114-38 | 2926-2204   |
| 2  | CB Alicante             | 21     | 10     | 7     | 0     | 3           | 39-31      | 87-70  | 2748-2704   |
| 3  | CB Pitiús               | 15     | 10     | 5     | 0     | 5           | 40-30      | 90-71  | 2960-2765   |
| 4  | CB Benalmádena          | 15     | 10     | 5     | 0     | 5           | 33-37      | 76-85  | 2832-2766   |
| 5  | CB Torrejón Paracuellos | 9      | 10     | 3     | 0     | 7           | 24-46      | 55-98  | 2333-2851   |
| 6  | CB A Estrada            | 0      | 10     | 0     | 0     | 10          | 20-50      | 48-108 | 2396-2905   |

## Viertelfinale
| Heim            | Ergebnis | Gast        | Hin | Rück |
| --------------- | -------- | ----------- | --- | ---- |
| CB IES La Orden | 10-4     | CB Pitiús   | 5-2 | 5-2  |
| CB Tecnun       | 12-2     | CB Alicante | 7-0 | 5-2  |

## Halbfinale
| Team 1       | Ergebnis      | Team 2          | Hin | Rück |
| ------------ | ------------- | --------------- | --- | ---- |
| CB Rinconada | 7-7 (523-504) | CB IES La Orden | 3-4 | 4-3  |
| CB Oviedo    | 8-6           | CB Tecnun       | 5-2 | 3-4  |

## Finale
| Team 1    | Ergebnis    | Team 2       | Hin | Rück |
| --------- | ----------- | ------------ | --- | ---- |
| CB Oviedo | 7-7 (17-16) | CB Rinconada | 2-5 | 5-2  |

## Abstiegsrunde
| Heim                    | Ergebnis | Gast                    | Hin | Rück |
| ----------------------- | -------- | ----------------------- | --- | ---- |
| CB Granollers           | 9-6      | CB Torrejón Paracuellos | 5-2 | 4-3  |
| CB Benalmádena          | 10-4     | CB As Neves             | 7-0 | 3-4  |
| CB Torrejón Paracuellos | 11-3     | CB Xátiva               | 5-2 | 6-1  |
| CB As Neves             | 8-6      | CB A Estrada            | 3-4 | 5-2  |